# Segunda División de España 1990-91
La temporada 1990–91 de la Segunda División de España de fútbol corresponde a la 60.ª edición del campeonato y se disputó entre el 1 de septiembre de 1990 y el 9 de junio de 1991 en su fase regular. Posteriormente se disputó la promoción de ascenso entre el 12 de junio y el 19 de junio
El campeón de Segunda División fue el Albacete Balompié.

## Sistema de competición
La Segunda División de España 1990/91 fue organizada por la Liga de Fútbol Profesional (LFP).
El campeonato contó con la participación de 20 clubes y se disputó siguiendo un sistema de liga, de modo que todos los equipos se enfrentaron entre sí, todos contra todos en dos ocasiones -una en campo propio y otra en campo contrario- sumando un total de 38 jornadas. El orden de los encuentros se decidió por sorteo antes de empezar la competición.
Los dos primeros clasificados ascendieron directamente a Primera División, mientras que el tercer y cuarto clasificado disputaron la promoción de ascenso ante el decimoséptimo y decimoctavo clasificado de la máxima categoría en eliminatorias directas a doble partido.
Los cuatro últimos clasificados descendieron directamente a Segunda División B.

## Clubes participantes

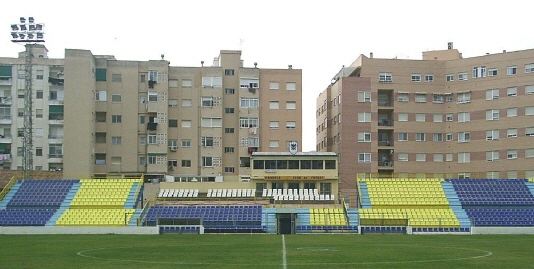
Los Arcos fueron el escenario del histórico y fugaz paso del Orihuela Deportiva por la Segunda División

| Datos de ascensos y descensos con respecto a la temporada anterior |
| --- |
| CD Málaga, RC Celta de Vigo y AD Rayo Vallecano descienden de Primera División. Real Burgos CF, Real Betis y RCD Español ascienden a Primera División. Racing de Santander, Castilla CF, RC Recreativo de Huelva y Atlético Madrileño descienden a Segunda División B. Albacete Balompié, Real Avilés Industrial, UE Lleida y Orihuela Deportiva CF ascienden a Segunda División. |

| Equipo                                | Ciudad                     | Estadio                |
| ------------------------------------- | -------------------------- | ---------------------- |
| Albacete Balompié                     | Albacete                   | Carlos Belmonte        |
| Real Avilés Industrial Club de Fútbol | Avilés                     | Juan Muro de Zaro      |
| Bilbao Athletic Club                  | Bilbao                     | San Mamés              |
| Real Club Celta de Vigo               | Vigo                       | Balaidos               |
| Real Club Deportivo de La Coruña      | La Coruña                  | Riazor                 |
| Unió Esportiva Figueres               | Figueras                   | Municipal de Vilatenim |
| Sociedad Deportiva Eibar              | Éibar                      | Ipurúa                 |
| Elche Club de Fútbol                  | Elche                      | Manuel Martínez Valero |
| Unión Deportiva Las Palmas            | Las Palmas de Gran Canaria | Insular                |
| Levante Unión Deportiva               | Valencia                   | Nou Estadi             |
| Unió Esportiva Lleida                 | Lérida                     | Camp d'Esports         |
| Club Deportivo Málaga                 | Málaga                     | La Rosaleda            |
| Real Murcia Club de Fútbol            | Murcia                     | La Condomina           |
| Palamós Club de Futbol                | Palamós                    | Municipal              |
| Orihuela Deportiva Club de Fútbol     | Orihuela                   | Los Arcos              |
| Agrupación Deportiva Rayo Vallecano   | Madrid                     | Vallecas               |
| Unión Deportiva Salamanca             | Salamanca                  | Helmántico             |
| Sestao Sport Club                     | Sestao                     | Las Llanas             |
| Centre d'Esports Sabadell Futbol Club | Sabadell                   | Nova Creu Alta         |
| Xerez Club Deportivo                  | Jerez de la Frontera       | Chapín                 |

## Clasificación
| Pos. | Equipo                        | Pts. | PJ | G  | E  | P  | GF | GC | Dif. | Clasificación                 |
| ---- | ----------------------------- | ---- | -- | -- | -- | -- | -- | -- | ---- | ----------------------------- |
| 1    | Albacete Balompié (C, A)      | 49   | 38 | 18 | 13 | 7  | 56 | 31 | +25  | Ascenso a Primera División    |
| 2    | R. C. Deportivo La Coruña (A) | 48   | 38 | 20 | 8  | 10 | 60 | 32 | +28  | Ascenso a Primera División    |
| 3    | Real Murcia C. F.             | 48   | 38 | 18 | 12 | 8  | 56 | 36 | +20  | Acceso a Promoción de ascenso |
| 4    | C. D. Málaga                  | 46   | 38 | 16 | 14 | 8  | 52 | 35 | +17  | Acceso a Promoción de ascenso |
| 5    | Orihuela Deportiva C. F. (D)  | 43   | 38 | 12 | 19 | 7  | 46 | 39 | +7   | Descenso a Segunda División B |
| 6    | U. E. Lleida                  | 43   | 38 | 16 | 11 | 11 | 41 | 36 | +5   |                               |
| 7    | U. E. Figueres                | 39   | 38 | 14 | 11 | 13 | 44 | 42 | +2   |                               |
| 8    | Sestao S. C.                  | 38   | 38 | 9  | 20 | 9  | 29 | 27 | +2   |                               |
| 9    | Real Avilés Industrial        | 38   | 38 | 10 | 18 | 10 | 35 | 37 | −2   |                               |
| 10   | S. D. Eibar                   | 37   | 38 | 9  | 19 | 10 | 35 | 34 | +1   |                               |
| 11   | A. D. Rayo Vallecano          | 36   | 38 | 8  | 20 | 10 | 44 | 50 | −6   |                               |
| 12   | C. E. Sabadell F. C.          | 36   | 38 | 11 | 14 | 13 | 32 | 45 | −13  |                               |
| 13   | Bilbao Athletic               | 36   | 38 | 11 | 14 | 13 | 35 | 43 | −8   |                               |
| 14   | R. C. Celta de Vigo           | 36   | 38 | 8  | 20 | 10 | 31 | 38 | −7   |                               |
| 15   | U. D. Las Palmas              | 36   | 38 | 10 | 16 | 12 | 38 | 43 | −5   |                               |
| 16   | Palamós C. F.                 | 35   | 38 | 9  | 17 | 12 | 33 | 46 | −13  |                               |
| 17   | Elche C. F. (D)               | 34   | 38 | 12 | 10 | 16 | 39 | 45 | −6   | Descenso a Segunda División B |
| 18   | U. D. Salamanca (D)           | 31   | 38 | 9  | 13 | 16 | 41 | 40 | +1   | Descenso a Segunda División B |
| 19   | Levante U. D. (D)             | 27   | 38 | 6  | 15 | 17 | 27 | 51 | −24  | Descenso a Segunda División B |
| 20   | Xerez C. D. (D)               | 24   | 38 | 6  | 12 | 20 | 37 | 61 | −24  | Descenso a Segunda División B |

 Fuente: BDFútbol
Criterios de clasificación: Puntos · Enfrentamientos directos · Diferencia de goles · Goles a favor · Play-off
Notas:
1. ↑  El Orihuela Deportiva C. F. fue descendido por impagos. Le reemplaza la próxima temporada el F. C. Barcelona "B", por ser el mejor clasificado de la promoción de ascenso de Segunda B a Segunda A.

## Resultados
| Local \ Visitante         | ALB | AVI | BIL | CEL | DEP | EIB | ELC | FIG | LAS | LEV | LLE | MAL | MUR | ORI | PAL | RAY | SAB | SAL | SES | XER |
| ------------------------- | --- | --- | --- | --- | --- | --- | --- | --- | --- | --- | --- | --- | --- | --- | --- | --- | --- | --- | --- | --- |
| Albacete Balompié         | —   | 0–0 | 1–1 | 2–0 | 2–1 | 3–1 | 2–1 | 5–1 | 4–1 | 3–1 | 2–0 | 2–2 | 2–2 | 0–0 | 2–0 | 1–1 | 0–0 | 2–0 | 0–0 | 0–0 |
| Real Avilés Industrial    | 1–2 | —   | 0–0 | 0–0 | 1–1 | 2–1 | 3–2 | 0–0 | 2–0 | 1–1 | 1–0 | 3–3 | 0–0 | 1–1 | 3–3 | 1–1 | 1–0 | 1–1 | 1–1 | 5–0 |
| Bilbao Athletic           | 2–0 | 2–0 | —   | 1–1 | 3–1 | 1–1 | 3–0 | 2–0 | 2–1 | 0–1 | 1–0 | 1–2 | 2–1 | 1–1 | 2–0 | 1–1 | 1–0 | 1–1 | 0–2 | 0–0 |
| R. C. Celta de Vigo       | 0–2 | 0–0 | 1–1 | —   | 0–0 | 2–1 | 1–1 | 2–0 | 1–0 | 2–1 | 1–1 | 0–0 | 0–2 | 2–0 | 1–2 | 2–2 | 0–0 | 1–0 | 1–1 | 1–0 |
| R. C. Deportivo La Coruña | 2–1 | 1–0 | 2–1 | 3–0 | —   | 2–3 | 2–0 | 2–1 | 0–0 | 5–0 | 5–0 | 1–0 | 2–0 | 1–0 | 3–0 | 3–0 | 4–2 | 2–1 | 1–0 | 2–0 |
| S. D. Eibar               | 0–3 | 0–0 | 0–1 | 0–0 | 2–2 | —   | 1–1 | 0–0 | 2–2 | 3–1 | 3–0 | 1–0 | 1–0 | 1–1 | 1–0 | 1–1 | 3–0 | 2–0 | 0–1 | 1–1 |
| Elche C. F.               | 2–0 | 2–0 | 6–0 | 0–1 | 0–0 | 0–0 | —   | 2–1 | 0–0 | 0–0 | 0–0 | 0–1 | 3–2 | 0–1 | 1–4 | 1–3 | 2–0 | 0–0 | 1–1 | 1–0 |
| U. E. Figueres            | 3–1 | 0–2 | 5–1 | 1–0 | 1–0 | 1–1 | 0–1 | —   | 1–1 | 2–1 | 0–2 | 0–1 | 2–1 | 1–1 | 0–0 | 2–0 | 3–0 | 3–2 | 2–0 | 3–1 |
| U. D. Las Palmas          | 0–1 | 2–0 | 1–1 | 1–1 | 2–1 | 1–0 | 0–1 | 0–2 | —   | 1–0 | 2–0 | 3–0 | 2–0 | 0–0 | 1–1 | 2–2 | 0–0 | 2–0 | 0–1 | 3–1 |
| Levante U. D.             | 0–2 | 0–0 | 1–1 | 1–1 | 0–2 | 0–0 | 3–1 | 0–1 | 2–3 | —   | 2–0 | 1–3 | 1–1 | 0–0 | 0–0 | 0–0 | 0–0 | 1–0 | 1–0 | 2–3 |
| U. E. Lleida              | 1–0 | 3–0 | 1–0 | 2–1 | 2–1 | 2–0 | 2–0 | 1–1 | 1–1 | 2–1 | —   | 2–0 | 1–1 | 2–2 | 0–0 | 1–0 | 0–1 | 1–0 | 1–1 | 3–1 |
| C. D. Málaga              | 3–2 | 1–0 | 1–0 | 1–1 | 1–2 | 0–0 | 2–0 | 0–0 | 1–1 | 4–1 | 0–1 | —   | 1–1 | 2–2 | 5–0 | 1–0 | 4–2 | 1–0 | 1–0 | 3–0 |
| Real Murcia C. F.         | 2–0 | 1–1 | 1–0 | 1–1 | 3–2 | 1–0 | 2–1 | 3–0 | 2–1 | 2–0 | 1–0 | 1–1 | —   | 3–0 | 1–1 | 6–1 | 4–0 | 2–1 | 3–1 | 0–0 |
| Orihuela Deportiva C. F.  | 0–0 | 4–0 | 3–1 | 1–1 | 0–0 | 1–0 | 3–0 | 1–1 | 2–2 | 3–0 | 1–0 | 1–1 | 1–2 | —   | 1–0 | 2–4 | 1–1 | 2–0 | 1–0 | 3–2 |
| Palamós C. F.             | 1–1 | 0–1 | 0–0 | 3–2 | 1–1 | 1–1 | 1–0 | 3–2 | 2–0 | 0–0 | 1–0 | 0–0 | 0–1 | 4–1 | —   | 1–1 | 0–0 | 0–3 | 1–1 | 3–2 |
| A. D. Rayo Vallecano      | 1–1 | 0–2 | 0–0 | 2–1 | 0–3 | 0–0 | 1–2 | 1–1 | 4–0 | 2–2 | 1–4 | 1–1 | 2–0 | 0–0 | 0–0 | —   | 0–0 | 2–0 | 2–0 | 1–0 |
| C. E. Sabadell F. C.      | 0–4 | 1–0 | 2–0 | 3–0 | 1–0 | 1–2 | 0–2 | 2–1 | 0–0 | 1–1 | 2–3 | 1–0 | 1–2 | 1–1 | 0–0 | 2–2 | —   | 1–0 | 1–1 | 3–2 |
| U. D. Salamanca           | 0–1 | 0–0 | 3–0 | 1–1 | 1–0 | 2–2 | 2–2 | 2–0 | 4–1 | 0–0 | 1–1 | 1–1 | 3–0 | 0–2 | 4–0 | 2–2 | 0–1 | —   | 1–0 | 3–0 |
| Sestao S. C.              | 0–0 | 2–0 | 1–1 | 0–0 | 0–0 | 0–0 | 2–1 | 0–0 | 1–1 | 0–1 | 1–1 | 2–0 | 0–0 | 1–1 | 1–0 | 2–1 | 0–0 | 1–1 | —   | 4–1 |
| Xerez C. D.               | 1–2 | 1–2 | 1–0 | 1–1 | 3–0 | 0–0 | 1–2 | 0–2 | 0–0 | 2–0 | 0–0 | 1–4 | 1–1 | 4–1 | 3–0 | 2–2 | 1–2 | 1–1 | 0–0 | —   |

## Promoción de ascenso
En la promoción de ascenso jugaron Real Murcia CF y CD Málaga como tercer y cuarto clasificado de Segunda División. Sus rivales fueron Real Zaragoza CD y Cádiz CF como decimoséptimo y decimoctavo clasificado de Primera División.
La promoción se jugó a doble partido a ida y vuelta con los siguientes resultados:
| 12 de junio de 1991 | Real Murcia CF | 0:0     | Real Zaragoza CD | Estadio de La Condomina, Murcia                                          |                                                                          |
|                     |                | Reporte |                  | Asistencia: 23.000 espectadores Árbitro(s): Manuel Díaz Vega (Asturiano) | Asistencia: 23.000 espectadores Árbitro(s): Manuel Díaz Vega (Asturiano) |

| 19 de junio de 1991 | Real Zaragoza CD                             | 5:2     | Real Murcia CF          | Estadio La Romareda, Zaragoza                                          |                                                                        |
|                     | Poyet 8' 31' · Pardeza 41' 86' · Higuera 78' | Reporte | Eraña 40' · Juanito 84' | Asistencia: 34.000 espectadores Árbitro(s): Martín Navarrete (Andaluz) | Asistencia: 34.000 espectadores Árbitro(s): Martín Navarrete (Andaluz) |

| Permanece en Primera División Real Zaragoza CD |

| 12 de junio de 1991 | CD Málaga   | 1:0     | Cádiz CF | Estadio La Rosaleda, Málaga                                                          |                                                                                      |
|                     | Esteban 61' | Reporte |          | Asistencia: 30.000 espectadores Árbitro(s): Joaquín Ramos Marcos (Castellano-leonés) | Asistencia: 30.000 espectadores Árbitro(s): Joaquín Ramos Marcos (Castellano-leonés) |

| 19 de junio de 1991                              | Cádiz CF | 1:0     | CD Málaga | Estadio Ramón de Carranza, Cádiz                                        |                                                                         |
|                                                  | Jose 57' | Reporte |           | Asistencia: 23.000 espectadores Árbitro(s): Urízar Azpitarte (Vizcaíno) | Asistencia: 23.000 espectadores Árbitro(s): Urízar Azpitarte (Vizcaíno) |
| Gana el Cádiz CF por 5-4 en la tanda de penaltis |          |         |           |                                                                         |                                                                         |

| Permanece en Primera División Cádiz CF |

## Trofeo Pichichi
Trofeo que otorga el Diario Marca al máximo goleador de la Segunda División.
| Pos. | Jugador              | Equipo                 | Goles |
| ---- | -------------------- | ---------------------- | ----- |
| 1º   | Juan Ramón Comas     | Real Murcia            | 23    |
| 2º   | Jesús García Pitarch | Orihuela Deportiva     | 22    |
| 3º   | Andrés González      | Xerez CD               | 17    |
|      | James Cantero        | UE Lleida              | 17    |
| 5º   | Pedro Corbalán       | Albacete Balompié      | 16    |
| 6º   | Pedro Uralde         | Deportivo de La Coruña | 15    |
|      | José Luis Zalazar    | Albacete Balompié      | 15    |
| 8º   | Aureli Altimira      | UE Figueres            | 13    |
| 9º   | Daniel Aquino        | Real Murcia            | 12    |
| 10º  | Daniel Vidal         | UD Las Palmas          | 11    |
|      | Bartolomé Márquez    | UE Figueres            | 11    |
| 12º  | Alexis Trujillo      | UD Las Palmas          | 10    |

## Resumen
Campeón de Segunda División:
| - Albacete Balompié |

Ascienden a Primera División:
| - Albacete Balompié | - Real Club Deportivo de La Coruña |

Descienden a Segunda División B: 
| - Orihuela Deportiva Club de Fútbol | - Elche Club de Fútbol | - Unión Deportiva Salamanca | - Levante Unión Deportiva | - Xerez Club Deportivo |